# المدرسة الطشتمرية
المدرسة الطشْتَمُرية، هي إحدى المدارس الثلاث التي بنيت خلال العصر المملوكي في المنطقة المحيطة بالحرم القدسي الشريف، بالإضافة إلى المدرسة الأشرفية والمدرسة التنكزية. وهي تقع في شارع باب السلسلة داخل أسوار البلدة القديمة لمدينة القدس. كما أنها تضم بين جنباتها مقبرة «التربة الطَشْتَمُرِيَّة»، وكُتّاب لتعليم الأيتام، وسبيل.

## تاريخها ووصفها
شيدها الأمير سيف الدين طشْتَمُر بن عبد الله العلائي، والد زوجة السلطان الظاهر برقوق، سنة 784هـ/1384- 1385م، ونُسبت إليه كما يبدو في نقش تذكاري كُتب على حجر من المرمر فوق واجهتها الشمالية. ولما توفي دُفن في تربته سنة 784هـ/ 1382- 1383م، وقيل 786هـ/ 1384- 1385م. كما دُفن فيها ولده أيضاً لما توفي سنة 795هـ/1392م.
تتكون المدرسة من طابقين، يمكن الوصول إليهما عبر مدخل مملوكي جميل الشكل، يؤدي إلى دركاه، وتحف به مكسلة حجرية في كلا جانبيه. وتوجد، فوق فتحة المدخل، مجموعة من صنج حجرية معشقة جميلة. وتقوم فوقه ثلاث حطات من المقرنصات البديعة التكوين، ويرتكز عليها ربع قبة مضلعة. وتعد واجهة مدخل المدرسة هذه نموذجاً للعمارة المملوكية. وتقع غرفة الضريح إلى يمين المدخل من الدركاه وهي غرفة مربعة الشكل، تعلوها قبة ويقع الضريح في وسطها، ولها محراب جميل البناء. ويتكون الطابق الأول من صحن مكشوف تتعامد عليه أربعة إيوانات. وأما الطابق الثاني، فإنه يضم عدداً من الخلاوي والغرف لسكن العلماء وطالبي العلم. ويبدو أنه أضيف إليه عدد من الغرف خلال العصر العثماني. وقد ذُكر أنه كانت تضم خمس قاعات تستعمل للمبيت، وقاعة للاجتماعات، ومطبخ، وحمام.